# Les Villages Vovéens
Les Villages Vovéens is een gemeente in het Franse departement Eure-et-Loir (regio Centre-Val de Loire). De gemeente maakt deel uit van het arrondissement Chartres. De gemeente telde 3.977 inwoners op 1 januari 2022.
Les Villages Vovéens is op 1 januari 2016 ontstaan door de fusie van de gemeenten Montainville, Rouvray-Saint-Florentin, Villeneuve-Saint-Nicolas en Voves, wat de hoofdplaats van de gemeente werd.

## Geografie
De oppervlakte van Les Villages Vovéens bedroeg op 1 januari 2022 62,85 vierkante kilometer; de bevolkingsdichtheid was toen 63,3 inwoners per km².